# Łubniany
Łubniany (in tedesco Lugnian) è un comune rurale polacco del distretto di Opole, nel voivodato di Opole.
Ricopre una superficie di 125,41 km² e nel 2004 contava 9 042 abitanti.
Il tedesco è riconosciuto e tutelato nel comune come lingua della minoranza.